# Madog Crypl
Madog Crypl (ou Madog Crippil), également connu sous le nom de  Madog ap Gruffydd Fychan (c. 1275–1304/6) est un descendant des princes souverains du  Powys Fadog et des seigneurs de  Dinas Bran. Il est parfois nommé 
Madog III de Powys Fadog. Cependant, il n'est que le modeste seigneur de quelques domaines familiaux sous la suzeraineté de la couronne britannique .

## Contexte
Madog est encore un enfant à la mort de son père Gruffydd Fychan en 1289, ses domaines sont confiés à la reine sous la garde de Reginald Grey,, 1er Baron Grey de Wilton, Justicier de Chester et ensuite de  Thomas de Macclesfield. Devenu majeur, Madog ap Gruffydd demande au roi qu'un domaine approprié à son rang lui soit concédé, et il semble avoir obtenu les terres de son père. Qui consistaient apparentement  dans le Glyndyfrdwy (en) et la moitié de la  commote de Cynllaith, comprenant la région autour de Sycharth.
Madog épouse Gwenllian, fille de Ithel Fychan de Halkin dont il a un fils Gruffydd de Rhuddallt, qui est marié le
8 juillet 1304 à l'âge de six ans à Elizabeth, fille de  John LeStrange de Knockin.

## Mort et funérailles
Madog meurt vers 1304/1306 dans son château de Rhuddallt, probablement dans le Glyn Dyfrdwy.
Il est inhumé dans  Abbaye de Valle Crucis, une  abbaye cistercienne à Llangollen dans la vallée de la Croix (Valle Crucis) fondée par son ancêtre, Madog ap Gruffydd. En 1956, la dalle funéraire armoiriée de Madog a été trouvée à l'abbaye et y est maintenant exposée. Elle est considérée comme l'un des meilleurs exemples d'un monument en pierre de cette époque conservé dans le nord du Pays de Galles. La sculpture représente un bouclier avec un lion rampant, entouré d'une inscription dans la moitié supérieure de la dalle. L'ensemble est décoré avec feuilles de vigne et des grappes de raisins. On y lit :
HIC IACET : MA/DOC' : FIL' : GRIFINI : DCI : VYCHAN
C'est-à-direː Ici repose  Madog fils de Gruffydd nommé Fychan

## Postérité
Gruffydd de Rhuddallt devient le pupille de son beau-père, qui décède en 1309. La garde de ses domaines est confiée
à Edmund Hakluyt, qui cède la  tutelle à  Roger Mortimer de Chirk. Cependant, il est probablement que Gruffyd soit resté avec la famille Lestrange, car Roger Mortimer conteste la validité du mariage de 1305. Gruffydd obtient finalement la possession de ses domaines patrimoniaux en  mars 1321. Il tient  les deux seigneuries avec la baronnie galloise («pennaeth»), qui l'oblige à servir dans l'armée du roi avec ses hommes aux frais du souverain. En 1328, il s'installe sur ses terres qu'il reçoit en entail avec à sa femme. En 1332, il était le 
gardien du château d'Ellesmere, dans le Shropshire, récemment accordé à son beau-frère Eubolo Lestrange. Il meurt quelque temps après 1343.
Gruffydd eut probablement comme successeur son fils Gruffydd Fychan II et qui est le père d'Owain Glyndŵr,  Cependant certaines généalogies insèrent une autre génération avec Gruffydd (mort c.1365) comme fils de Madog Crypl et père de Guffyd Fychan II ,